# روبرت كناب
روبرت كناب (بالإنجليزية: Robert Knapp)‏ هو ممثل أمريكي، ولد في 24 فبراير 1924 في لوس أنجلوس في الولايات المتحدة، وتوفي في 17 مايو 2001 في غلينديل في الولايات المتحدة بسبب مرض.

## وصلات خارجية
- روبرت كناب على موقع IMDb (الإنجليزية)
- روبرت كناب على موقع قاعدة بيانات الفيلم (الإنجليزية)